# Hackepeter

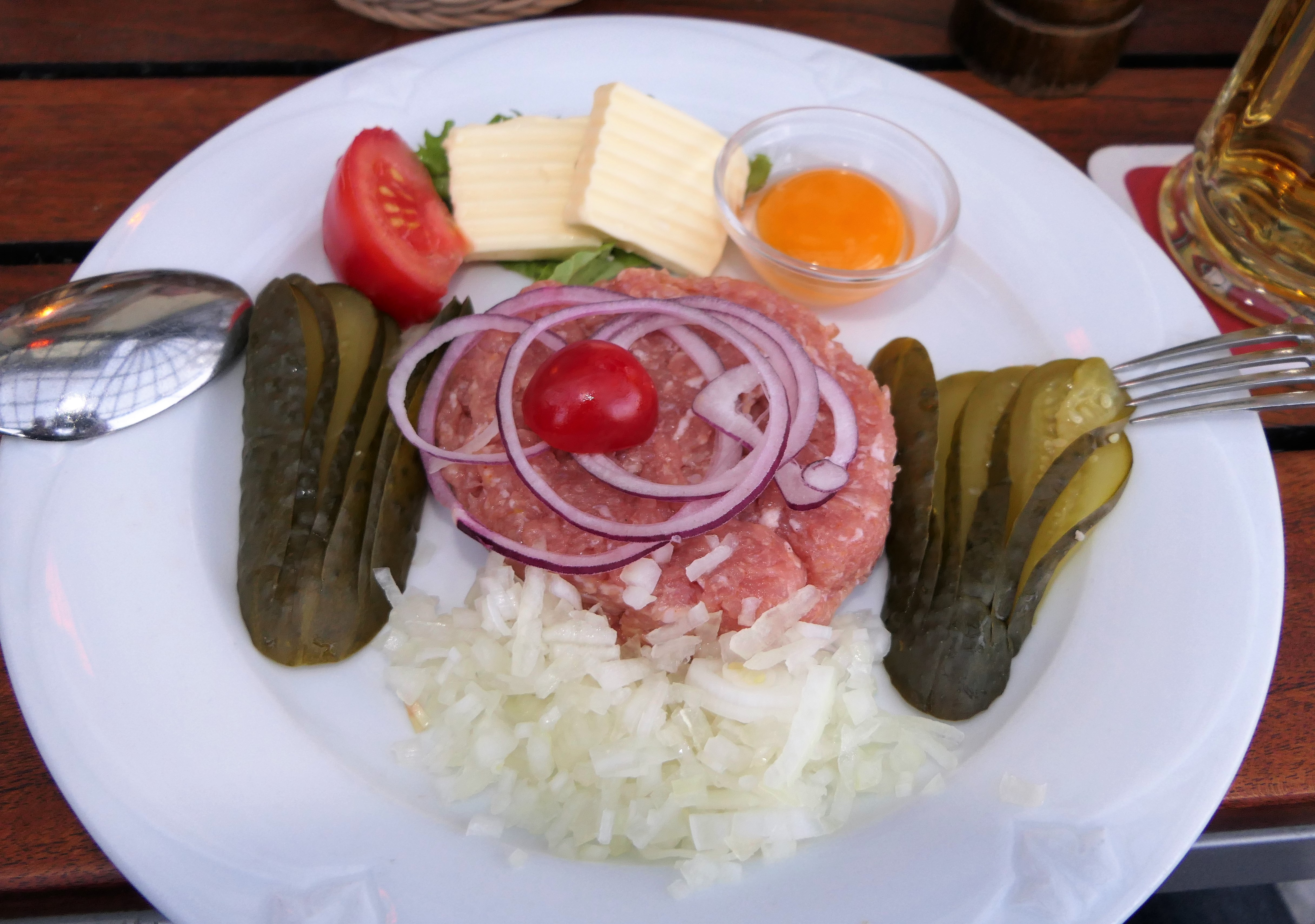
Hackepeter, um prato típico da Alemanha. com acompanhamentos

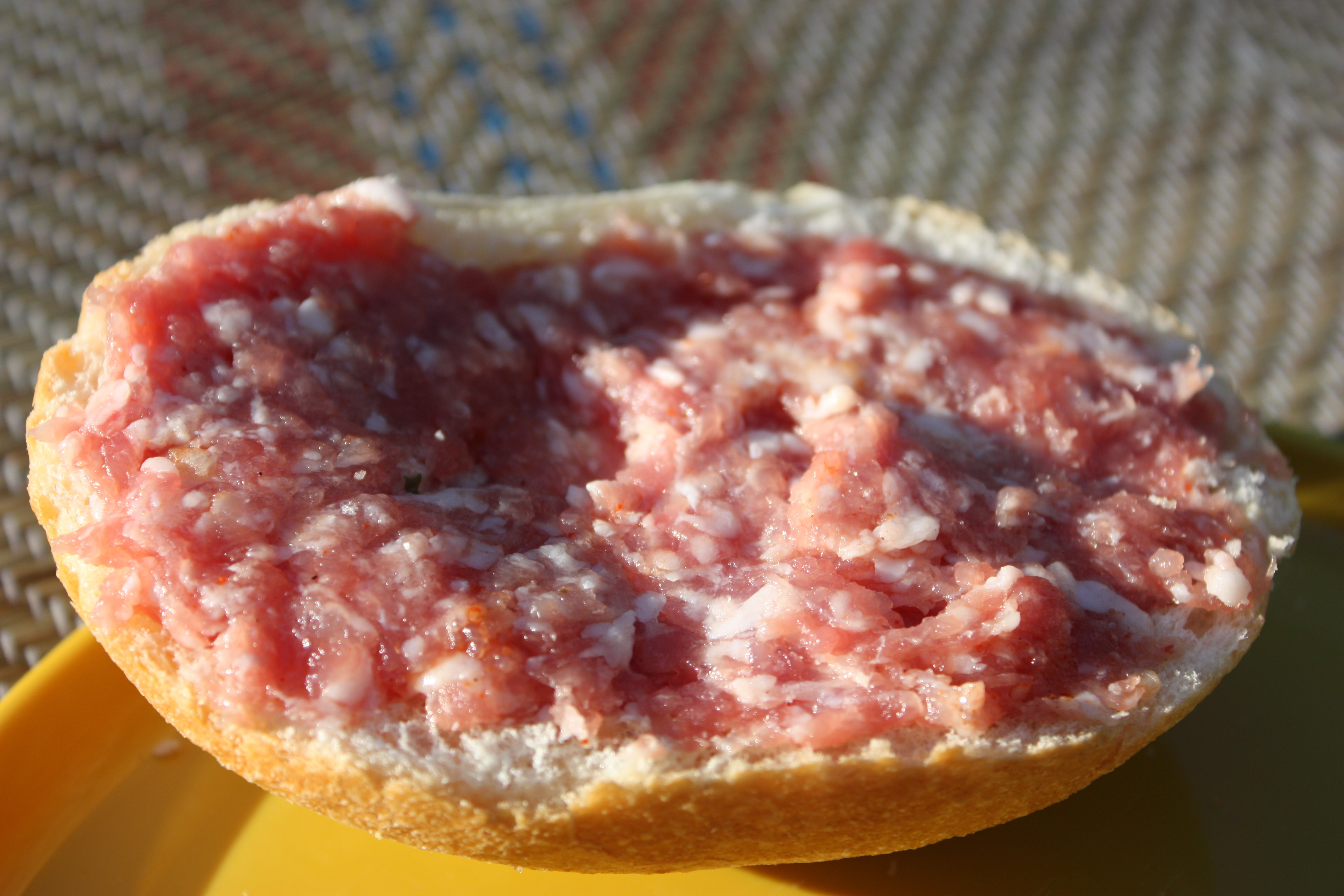
Mettbrötchen - "Mett" (carne moída) em um pão

Hackepeter  ou Mett é um prato típico alemão feita a base de carne crua moída com alguns temperos e condimentos. Na Alemanha, o prato é servido com carne de porco, já no Brasil, devido ao baixo consumo de carne suína é servido sempre com carne bovina, sendo mais conhecido como bife tártaro, tartare ou carne de onça. Todos eles são preparados de forma muito similar variando alguns ingredientes, acompanhamentos e/ou a apresentação.
Em Santa Catarina, nas cidades da colônia alemã é muito comum encontrar Hackepeter (pronunciado racapeta ou raquepeta) em restaurantes. Cada lugar serve a sua maneira, mas a origem do prato é a mesma. Muitas receitas foram passadas de geração para geração e não existe um modo único de preparo. O mais tradicional é: carne (patinho ou coxão mole) muito bem moída, uma dose de conhaque para esterilizar a carne, cebolinha picada, cebola picada, uma colher de sopa de alcaparras, molho inglês, azeite de oliva, sal a gosto, pimenta do reino, páprica picante e por cima da carne uma gema de ovo para dar liga. Após unir todos os ingredientes no prato em que será servido, misturar toda a carne com todos os temperos servir com pães com sete grãos pretos ou com ervas. A bebida fica a critério de quem serve, no sul do Brasil ao qual é servido em bares como aperitivo normalmente é acompanhado de cerveja ou chopp, mas também é recomendado com um bom vinho, preferencialmente tinto.
No Paraná, principalmente em Curitiba, o prato da versão paranaense "Carne de Onça" lembra muito o hackepeter, que geralmente é servida como aperitivo com muita cebolinha e é facilmente encontrado em diversos restaurantes, bares e botecos.